# Miguel Julián Collado Nuño
Miguel Julián Collado Nuño (Valverde del Júcar, Cuenca, 23 de marzo de 1963) es un juez español. Fue vocal del Consejo General del Poder Judicial de España desde septiembre del 2008 hasta diciembre del 2013, habiendo sido su candidatura para esta función propuesta por la Asociación Profesional de la Magistratura (APM), de tendencia conservadora, y apoyada por el Partido Popular.

## Biografía
Estudió la carrera de Derecho en Burgos entre 1981 y 1986. Ingresó en la carrera judicial en 1989.
Comenzó su carrera judicial en los juzgados de Grao (Asturias) y Blanes (Gerona). Fue Juez Decano de Sabadell, y después fue miembro del juzgado de lo Penal número 12 de Barcelona. De ahí se fue a presidir la sección XIX de la Audiencia Provincial de Barcelona y la Sección Territorial de Cataluña de la Asociación Profesional de la Magistratura.
Es miembro del Consejo Rector de la Escuela Judicial y de su Comisión Pedagógica. Anteriormente fue miembro de la Sala de Gobierno del Tribunal Superior de Justicia de Cataluña y de su Comisión Permanente.
Su actividad docente la ha desarrollado principalmente en la Escuela de Doctorado y Formación Continuada de la Universidad Autónoma de Barcelona. Ha estado vinculado también a otras instituciones académicas como la Universidad Pompeu Fabra, ESADE, la Escuela de Policía de Cataluña, el Centro de Estudios Jurídicos y Formación Especializada de la Generalidad de Cataluña, los colegios de abogados de Barcelona y Sabadell o el Institut de la Dona.